# Superkritický oxid uhličitý

Fázový diagram oxidu uhličitého

Superkritický oxid uhličitý (sCO2) je forma oxidu uhličitého vyskytující se při překročení jeho kritické teploty a kritického tlaku.
Za standardního tlaku a teploty se oxid uhličitý vyskytuje jako plyn, případně za vysokých tlaků a nízkých teplot jako pevná látka nazývaná suchý led. Po zvýšení teploty a tlaku nad kritický bod (304,128 K, 30,98 °C a 7,3773 MPa) se chová částečně jako plyn a částečně jako kapalina, stává se tedy superkritickou tekutinou, kdy vyplňuje nádobu podobně jako plyn, ale hustotou odpovídá kapalině.
Superkritický CO2 je významným rozpouštědlem, používaným při chemických extrakcích, mající nízkou toxicitu a minimální vliv na životní prostředí. Nízká teplota procesu a stabilita CO2 umožňuje extrahovat řadu sloučenin bez jejich rozkladu či denaturace. Rozpustnost různých látek v CO2 často závisí na jeho tlaku, což umožňuje selektivní extrakce.

## Využití

### Rozpouštědlo
Oxidem uhličitým lze odstraňovat kofein z kávy. sCO2 prochází přes kávová zrna, která se poté za vysokého tlaku promývají vodou. Kofein se poté izoluje pro další využití (například pro výrobu léčiv či nápojů) průchodem vody přes aktivní uhlí, destilací, krystalizací, nebo reverzní osmózou. Superkritickým oxidem uhličitým se také odstraňují zbytky organochloridových pesticidů a těžkých kovů ze zemědělských plodin.
Superkritickým CO2 je možné při suchém čištění nahradit rozpouštědla, jako je perchlorethylen.
Superkritický oxid uhličitý se používá také při získávání silic a dalších rostlinných destilátů. Výhodami oproti jiným rozpouštědlům, například hexanu a acetonu, jsou nehořlavost a nepřítomnost toxických zbytků. Oddělení rozpouštědla je také snadnější než u organických látek. CO2 lze odpařit nebo zkondenzovat. Oproti destilaci s vodní parou se používají nižší teploty, při kterých lze od olejů oddělit vosky.
V laboratořích je sCO2 používán například při určování obsahu (zejména polyromatických) uhlovodíků v půdě či usazeninách a ve vodě.
Probíhá výzkum využití sCO2 při výrobě mikro- a nanočástic, využitelných například při vývoji léků. Plynové vysolování, prudké rozpínání superkritických roztoků a následné srážení může, spolu s dalšími postupy, vytvořit takové částice z mnoha různých látek.
Díky své schopnosti selektivně rozpouštět organické sloučeniny by sCO2 mohl být rozpouštědlem pro život vyskytující se na planetách podobných Venuši nebo na superzemích.

### Výroba materiálů
S využitím superkritického oxidu uhličitého jako reaktantu se vyrábí náhražky termoplastů a některé druhy keramiky. sCO2 zde reaguje se zásaditými složkami hydraulického cementu nebo sádry za tvorby uhličitanových struktur. Vedlejším produktem je převážně voda.
Superkritický CO2 také slouží k tvorbě pěnových polymerů. Polymer se jim nasytí, po snížení tlaku a zahřátí se oxid uhličitý prudce rozpíná a vytvoří pěnu.
Elektrochemická karboxylace para-isobutyl-benzylchloridu na ibuprofen probíhá za přítomnosti sCO2.

### Provozní tekutina
Superkritický CO2 je chemicky stálý, levný, nehořlavý a snadno dostupný, a je tak vhodnou provozní tekutinou pro transkritické cykly.
Superkritický CO2 se používá v tepelných čerpadlech. Tepelná čerpadla odstraňují teplo z místa, kde jsou umístěna, ta založená na CO2 se obvykle umísťují do venkovního prostředí a odčerpávají teplo ze vzduchu.

### Výroba aerogelu
Superkritický oxid uhličitý se používá při výrobě křemíkových, uhlíkatých a kovových aerogelů; gel založený na oxidu křemičitém se po vytvoření vystavuje sCO2. Jakmile se CO2 stane superkritickým, tak zmizí povrchové napětí, díky kterému tekutina unikne z aerogelu a vytvoří nanometrové dutiny.

### Sterilizace lékařských nástrojů
Superkritický CO2 lze použít, ve spojení s kyselinou peroxooctovou, jako náhradu tepelné sterilizace biologických materiálů a lékařských nástrojů. S-CO2 nesterilizuje prostředí, jelikož neničí spory mikroorganismů. Morfologie, ultrastruktura a proteinové profily deaktivovaných mikrobů se zachovávají.